# 杨伯勋
杨伯勋（1898年—1960年），字鼎铭（明），曾用名杨斌、董文涛，男，云南腾冲人，中華民國大陸時期曾任國民革命軍少將。

## 生平
杨伯勋祖籍江苏南京，1898年5月14日出生云南腾冲，民国初年毕业于腾冲县立中学，其父杨贡臣，早年参加同盟会，并参加辛亥革命腾越起义。杨伯勛从小受辛亥革命民主思想的影响，有着戎马报国的志向。
于1920年（民国9年）秋离开家乡，经缅甸仰光渡海赴广州投身民主革命。11月到广东后，加入護法滇軍张开儒部从军。但是，不久即被粤軍陳炯明部解除了武装。
1921年（民国10年）2月，孫中山任命張開儒担任滇军北伐軍总司令。杨伯勛加入驻粤滇军第七师投身孙中山麾下。1923年随中央直轄滇军第一师讨伐背叛孙中山的粤军陈炯明部，第二次入粤护法保卫广州孙中山革命政权。1923年保送进入中央直辖滇军干部学校第一期学习，1924年毕业后回中央直辖滇军第一师（赵成梁部）任上尉连长、少校營長。
1925年3月12日孙中山先生逝世，驻粤滇军总司令杨希闵、桂军总司令刘震寰在段祺瑞、唐继尧等军阀的唆使下，5月10日兴兵反蔣，被北伐军回师镇压，6月12日滇军第一师师长赵成梁被炸死于广州火车站，杨希闵、刘震寰溃逃香港，滇桂联军在广东彻底失败。杨伯勋为继续投身国民革命，用杨斌名重新投考了黄埔陆军军官学校第四期步科，因有中央直辖滇军干部学校学历，后升调入军官第一团（团长张治中）。
1926年6月，军校教育长方鼎英率第四期学生参加北伐，奉命将第四期军官生分配至国民革命军第一军各师，参加北伐第二次东征，杨伯勛被编入第二师（师长刘峙）第五团（团长蒋鼎文），1927年8月，北伐东路军渡过长江，沿津浦路战斗中，晋升为國民革命軍少校营长。
1930年，杨伯勛被军事委员会选拔进入中央陆军军官学校高级宪警班第一期学习，1932年毕业，分配在南京首都警察厅供职，(厅长陈焯）任中校副处长。1934年,组织并参与破获日本捏造的外交事件“驻华武官藏本失踪案”，立功受奖，晋升为上校处长。
1935年进入参谋本部“乙种谍报参谋训练班”学习， 1936年奉调军事委员会参谋本部第二厅第三处（军事情报处）任上校情报参谋。属军令部第二厅负责对日情报的副厅长郑介民领导，带领所属情报人员在敌后坚持了四年。
1939年，杨伯勛奉调第九战区情报处，并兼任粤汉铁路警务署少将督察主任。1943年-1944年任军委会别动军中美混编第四纵队付纵队长，（纵队长杨遇春）并率二、三支队至湘、赣、鄂边区汝城一带与日军进行游击战，破坏日军军火给养基地、袭击日军辎重部队、破坏日军情报网、炸毁桥梁、制裁汉奸等活动，有力的支持了第九战区该时段的两次长沙会战。
1944年6月18日，楊伯勛奉命從廣西柳州美軍倉庫運送武器彈藥支援衡陽守軍第十軍，带领部下和第十军部份官兵、衡阳铁路局员工用火车疏散城内30万居民和20万难民到广西桂林，短短三天，全部疏散完毕，使得衡阳的民众没有在这场毁城之战中有太大的人员伤亡。此时衡陽已被日軍重重包圍無法撤退，遂率部参与方先觉将军率领的陆军第十军1万8千将士进行衡陽保衛戰抵禦日軍6個師團近10萬人的進攻，40天後奉方軍長之命突圍匯報衡陽情勢，援軍最接近時成功突圍。
1945年日本无条件投降，抗战胜利，杨伯勛奉国民政府军事委员会之命接受粤汉铁路，任交通警备司令部粤汉铁路警备司令部司令；交通警察总署衡阳第八警官训练所所长。
1949年于湖南衡阳返回云南昆明，雲南盧漢宣布“起義”後，被軍統駐雲南領導人檢舉被捕入獄，1960年逝世，享年62歲。